# Zatoka Asunción
Zatoka Asunción, także Zatoka w Asunción (hiszp. Bahía de Asunción) – mała zatoka leżąca w granicach stolicy Paragwaju, Asunción. Odchodzi ona od rzeki Paragwaj.
Zatoka Asunción została uznana za rezerwat przyrody Banco San Miguel de la Bahía de Asunción Ecological Reserve zgodnie z ustawą nr 2715 w 2005 roku zatytułowaną „Reserva Ecológica del Banco San Miguel y la Bahía de Asunción”. Pomimo stosunkowo niewielkich rozmiarów obszaru (522 hektary) do 2008 roku odnotowano łącznie 269 gatunków ptaków. Pięć gatunków wymaga ochrony, w tym cztery z nich uważane za bliskie wyginięcia. Obszar ten ma duże znaczenie dla biegusa płowego (Calidris subruficollis).
Znajduje się na granicy krain geograficznych Gran Chaco oraz Mata Atlântica.
U jej ujścia znajduje się port morski Asunción. Jest oznaczany kodem UN/LOCODE PYASU.
Na zatoce rosną Wiktorie z gatunku Victoria cruziana.